# 神盾局特工 (第四季)
《神盾局特工》第四季（英語：Agents of S.H.I.E.L.D. Season 4）在2016年9月20日至2017年5月16日間於ABC首播，是根據漫威漫畫中的组织神盾局（國土戰略防禦攻擊與後勤保障局）改編，故事圍繞在探員菲爾·考森（克拉克·格雷格飾演）與其團隊的故事，由喬斯·溫登、傑德·溫登與茉莉莎·譚雀羅蘭開創。
2016年3月3日，本季獲得ABC與漫威續訂，全季共22集，並於7月展開製作、隔年4月18日完成拍攝。2017年5月11日，ABC宣布續訂第5季。

## 故事
背景設定在《美國隊長3：英雄內戰》簽署「蘇科維亞協議」後所带来的后续影响。本季共分成三個部分，第一部〈幽靈騎士〉引入新角色羅比·雷耶斯，以配合同時上映的《奇異博士》，其探討了漫威電影宇宙中的神秘主義；第二部〈生物機械替身〉聚焦於人工智能為神盾局帶來的紛亂與威脅；第三部〈九頭蛇特工〉描述在眾角色進入框架世界後的故事。

## 卡司

### 主要演員
- 克拉克·格雷格 飾演 菲爾·考森
- 溫明娜 飾演 梅琳達·梅
- 汪可盈 飾演 黛西·約翰森／震盪女
- 伊恩·德·卡斯泰克 飾演 里奧波德·「里奧」·費茲
- 伊麗莎白·韓斯翠奇 飾演 潔瑪·西蒙斯
- 亨利·西蒙斯 飾演 艾爾方索·「麥克」·麥肯齊（英语：Al MacKenzie）
- 約翰·漢納 飾演 霍登·雷德克里夫

### 常設演員
- 娜塔莉亞·科多娃-巴克利（英语：Natalia Cordova-Buckley） 飾演 埃琳娜·「溜溜球」·羅德里奎（英语：Yo-Yo Rodriguez）
- 蓋布瑞·盧納 飾演 羅伯托·「羅比」·雷耶斯／幽靈騎士（英语：Ghost Rider (Robbie Reyes)）
- 瑪洛莉·詹森 飾演 艾達
- 莉莉·博索（英语：Lilli Birdsell） 飾演 露西·鮑爾
- 羅倫佐·詹姆斯·亨利 飾演 蓋博·雷耶斯
- 傑森·歐瑪拉 飾演 傑佛瑞·梅斯
- 派翠克·卡瓦納（英语：Patrick Cavanaugh） 飾演 伯羅斯
- 喬瑟·祖尼加（英语：José Zúñiga） 飾演 伊萊亞斯·「伊萊」·莫羅
- 帕敏德·奈格拉（英语：Parminder Nagra） 飾演 愛倫·納迪爾
- 亞卓安·帕斯達（英语：Adrian Pasdar） 飾演 葛倫·塔伯特（英语：Glenn Talbot）
- 約翰·派珀·佛格森 飾演 泰倫斯·沙克利
- 查克·麥高恩（英语：Zach McGowan） 飾演 安東·伊凡諾夫
- 布雷特·達爾頓 飾演 葛蘭·沃德
- 喬丹·路維瓦 飾演 荷普·麥肯錫
- 麥西米利安·奧辛斯基 飾演 戴維斯
- 布莉亞娜·凡斯克斯 飾演 派珀
- 里卡多·沃克 飾演 普林斯

### 客串演員
- 亞歷山大·瑞斯 飾演 安德森
- 科爾·史密斯 飾演 喬瑟夫·鮑爾
- 阿克塞·懷海德（英语：Axle Whitehead） 飾演 J·T·詹姆斯／地獄火（英语：Hellfire (J. T. Slade)）
- 馬尼什·達亞爾（英语：Manish Dayal） 飾演 維傑·納迪爾
- 帕頓·奧斯瓦爾特 飾演 比利、山姆與瑟斯頓·柯尼吉
- 亞提米絲·帕博達尼（英语：Artemis Pebdani） 飾演 L·T·柯尼吉
- 大衛·奧哈拉 飾演 艾利斯托·費茲
- B·J·布利特（英语：B.J. Britt） 飾演 安東尼·崔普雷特
- 西蒙·凱斯安尼斯 飾演 蘇尼爾·巴克希
- 喬爾·斯托佛（英语：Joel Stoffer） 飾演 伊諾克

## 集數
| 幽靈騎士（Ghost Rider） |    |                                             |                    |                                |                |      |
| 67 | 1  | The Ghost                                   | 比利·吉爾哈特      | 傑德·溫登 ＆ 茉莉莎·譚雀羅安   | 2016年9月20日  | 3.44 |
| 異人危機過後，神盾局簽署《蘇科維亞協議》而接受政府管制，由一位「新局長」接替領導職責。仍然對失去戀人之悲痛所影響的黛西，遠離神盾局回到洛杉磯當起獨行俠，跟神盾局中的埃琳娜裡應外合、獲取情報以便捷足先登。一晚，黛西抓獲多名白人幫派武裝份子，但後來發現他們其實受人追殺，而一位稱作「幽靈騎士」的異能者駕駛著“烈火中的道奇汽車”現身殺光幫派份子後逃之夭夭。黛西被發現行蹤後，考森決定瞞著新局長而和麥克一同去將她帶回來，但升官為新局長身邊親信的潔瑪服從其命令，對梅下令將他們撤回來。梅於是帶隊搶先來到考森和麥克的所在位置，但發現黛西沒有現身，現場剩下一群昏倒在地的華人黑幫份子。梅於是呼叫增援帶走所有傷員，卻不知道現場擺設的鐵箱釋出一個「女幽靈」，而梅在一無所知的情況下被女幽靈以靈體感染。費茲跟霍登保持友好關係，得知霍登已經將人工智能「艾達」（Aida）輸入一架女性機器人上面，費茲認為此科技能改變一切，只好選擇瞞著潔瑪和霍登合作。同時，黛西找到身為幽靈騎士的車手羅比·雷耶斯，羅比聲言自己殺人只是“無從選擇”，最後現出火焰骸骨形態擊敗黛西，但最後還是饒她一命。黛西從此開始慢慢跟蹤羅比，並發現他照顧著一位雙腿殘疾的弟弟蓋博。                                                        |    |                                             |                    |                                |                |      |
| 68 | 2  | Meet the New Boss                           | 文森·米斯亞諾      | 德魯·Z·格林伯格                | 2016年9月27日  | 2.96 |
| 從鐵箱中釋出的女幽靈露西·鮑爾，發覺自己已經被困在箱中多年，於是跑回自己原來工作的廢棄动量實驗室，從其他鐵箱中釋出自己其餘的團友們，決定去找回「一本書」來尋找恢復方法。然而，露西在四處逃竄下引起神盾局一方以及黛西的注意；黛西回去找羅比對峙，用他弟弟的事情將其威脅後不慎將他激怒。羅比於是將黛西打倒後將她綁起來，開始搜索她的身份與物品來尋找她的罪過，而突然發現她所調查的關於廢棄實驗室的事情，於是在一瞬間丟下黛西開車前去。在神盾局，考森會見新局長傑佛瑞·梅斯，與他一同為前來參觀的政府代表們介紹基地，但梅因為受到露西的感染，不僅開始產生靈異幻覺、甚至開始陷入“擋我者死”的瘋狂狀態。然而，同樣身為異人的傑佛瑞展現強大的力量將梅制伏，将她送走后聲言自己會派人處理她的病症。同時，麥克和費茲來到廢棄實驗室調查時，遇到一個留下来的男幽靈的攻擊，并發現他打算啟動核反應堆炸毀整座實驗室。突然間，化身為幽靈騎士的羅比突然出現而一掌殺死男幽靈，挽救他們倆一命；黛西隨後趕到後制止打算緝拿他的麥克。之後，黛西拒絕跟他們倆一起回去後，羅比突然前來找到她，說自己會跟她講述所有事情的聯繫，黛西於是決定跟隨他去一看究竟。                                                                     |    |                                             |                    |                                |                |      |
| 69 | 3  | Uprising                                    | 梅格納斯·馬藤斯    | 克雷格·提特利                  | 2016年10月11日 | 2.68 |
| 一夥神秘組織假借異人族的名義，在多個主要城市中靠電磁脈衝儀器發動斷電恐怖襲擊，所有停電的城市陷入嘈雜與混亂。當組織的「上级」通過直播來威脅政府立刻廢除異人註冊法案後，傑佛瑞派遣考森去抓捕真兇。潔瑪則是將危在旦夕的梅送至霍登的住處來拯救她，兩人最後實施暫時停止梅的生命來消除她腦細胞中的幻覺，但突然發生的斷電反而讓他們無計可施。霍登於是被迫拿出艾達體內的電池來供源，讓潔瑪用電擊器才成功將梅從生死邊緣救了回來。這時，身在邁阿密參加朋友婚禮的埃琳娜也受到牽連，而一群武裝份子來到酒店搜捕異人時，埃琳娜為了阻止他們而被迫在朋友面前暴露身份。考森一夥在關鍵時刻趕到，擊敗所有武装份子後，發現他們的真實身份為「看門狗」的成員。費茲最後通過自制羅盤定位電磁脈衝儀器的位置，而考森於是一路追到地點後關閉儀器，成功恢復城市的電力。在洛杉磯，黛西與羅比合作救離被困在街上的蓋博，但黛西由於手臂骨折，羅比於是出門去幫她拿藥。然而，蓋博由於通過細節得知黛西是震波女，雖然答應自己會保守秘密，但前提是黛西永不跟羅比來往。在所有城市恢復正常後，傑佛瑞藉由這件事讓神盾局正式重見天日，但一個和組織領袖有勾結的女參議員愛倫·納迪爾卻打算另起爐灶。                                                |    |                                             |                    |                                |                |      |
| 70 | 4  | Let Me Stand Next to Your Fire              | 布萊德·特納        | 麥特·歐文斯                    | 2016年10月18日 | 2.35 |
| 黛西因遍體鱗傷的程度加重，只好秘密叫來潔瑪幫自己療傷，順便“強制”她幫自己去追蹤看門狗，最後得知看門狗一直以來駭進神盾局的系統，摸清世界各地的異人位置。另一邊，考森來到洛杉磯監獄會見動量實驗室的工程師伊萊·莫羅，卻發現他並不想參與其中，而麥克無意間在監獄停車場認出開道奇車的羅比。考森於是開蘿拉跑車去追趕他，在一場驚險的街頭賽車後抓獲羅比，但考森由於急需羅比能夠輕易殺死幽靈的能力，於是和他達成合作的協議。羅比於是回監獄看望叔叔伊萊，從他口中瞭解到露西跟她的丈夫曾經癡迷於一本名為《黑暗神書》、又稱「罪惡之書」的禁忌魔法書，他解釋當初露西一行人打算通過書中資料來製造出罕見科技，卻計算失誤而造成實驗室爆炸；而唯一的倖存者則是計畫實施者喬瑟夫，也是露西的丈夫。這時，黛西和潔瑪找到久違的詹姆斯，打算對他實施保護，但詹姆斯卻背叛她們而叫來看門狗的軍隊，坦白一直以來都是他走漏其他異人的風聲。這時，考森等人收到信號而前來支援，詹姆斯被羅比擊敗後活捉，打鬥時的火焰炸碎他們所在的煙火商店。黛西最後在考森的要求下，決定暫時和羅比一同留下來並肩作戰。而梅在霍登和艾達的照顧下痊癒，並馬上被考森叫去出任務，但潔瑪也認出艾達是人工智能機械人。                                        |    |                                             |                    |                                |                |      |
| 71 | 5  | Lockup                                      | 凱特·伍德斯        | 諾菈·查克曼 ＆ 莉菈·查克曼     | 2016年10月25日 | 2.31 |
| 考森來到醫院找到剛清醒的喬瑟夫·鮑爾，從他口中得知露西早已找回黑書，而喬瑟夫由於受過幽靈感染而死在病床上。考森為了向伊萊問出書的位置及資料，於是回到洛杉磯監獄打算對伊萊執行轉移監禁，但露西等幽靈卻搶先趕到，導致典獄長和大部分獄警都遭受感染而出現瘋狂狀態。麥克帶著隊伍以及費茲研發出來的感染解藥進入監獄進行救援，而羅比殺死兩個幽靈後準備將伊萊帶出去時，突然找到一名多年前造成蓋博雙腿殘疾的街頭幫派「五街幫」的老大。羅比走進去找他對峙時，老大坦白他們幫派當年其實是受雇於人才去襲擊他和蓋博，而羅比問完所有事情後化身幽靈騎士將他燒死。另一邊，監獄裏一群遭關押的看門狗成員，開始成群結隊追殺考森等人，黛西在在決定單打獨鬥下差點被打死，最後還是被梅救下一命。伊萊剛跑出去就被露西抓回廢棄實驗室，露西由於無法讀取黑書的內容，而命令他打開書為他解讀。與此同時，傑佛瑞加入直播節目來和納迪爾進行會談時，為了不讓觀眾對神盾局產生爭議而公開自己的異人身份，而潔瑪於是將計就計，利用傑佛瑞在維也納爆炸案的“真實經歷”來要挾他停止自己的每月測謊。不久，傑佛瑞親自會面納迪爾，得知她即將公開神盾局在監獄中的所為、包括幽靈騎士的事情，只能暫時和她妥協。                                          |    |                                             |                    |                                |                |      |
| 72 | 6  | The Good Samaritan                          | 比利·吉爾哈特      | 傑佛瑞·貝爾                    | 2016年11月1日  | 2.43 |
| 傑佛瑞將潔瑪送去執行一項機密任務後，帶隊來到和風一號上打算逮捕羅比和黛西，而剛上飛機的蓋博只能和他們一同躲進隔離艙中。羅比開始講述自己幾年前外出賽車時受到五街幫的伏擊，蓋博在中槍與翻車下造成殘疾，而自己摔成重傷本來足以致命，但被一個突然現身的「好心人」賜予復仇機會，獲得化身幽靈騎士的能力。這時，傑佛瑞找到他們後準備實施逮捕，羅比被迫在弟弟面前現出原型，空手打破隔離艙而跑出去和傑佛瑞互鬥。蓋博大喊住手才讓羅比停止，但也從此看清哥哥的另一面，傑佛瑞在考森的提議下才決定暫時和羅比合作。所有人走進伊萊和露西身在的一個「羅克森能源企業」名下的發電廠，但費茲發現動力源機器所產生的電力根本無法阻止，麥克於是立刻跑回去拿看門狗的電磁脈衝儀器。羅比在基地裏找到露西，卻從她的供述得知，伊萊其實才是害她們幾個淪為幽靈的罪魁禍首，聲言他只是想將黑書的力量佔為己有，也解釋當初喬瑟夫雇兇劫車是為了刺殺伊萊，卻不慎害到他們兄弟倆；而羅比最後毫不留情地將露西化為灰燼。考森注視著伊萊走進動力源機器中，在啟動的同時引發一股大震波。不久，伊萊從機器中走出來，其空手就能夠製造出任何物質；而身在基地中的考森、羅比與費茲卻集體消失無蹤……                                                       |    |                                             |                    |                                |                |      |
| 73 | 7  | 與魔鬼的交易 Deals with Our Devils          | 傑西·鮑奇克        | DJ·多伊爾                      | 2016年11月29日 | 2.38 |
| 神盾局進入發電廠搜查後發現空無一人，伊萊獲得能力後空手殺死四位特工而逃跑。然而，考森、費茲與羅比當時被困在現實與異次元之間，對其他人而言是處於隱形狀態，三人為了防止掉進異次元中而只能想辦法引起其他人的注意。梅看完監控錄像後不肯相信考森等人已死，於是開始四處搜查考森的蹤跡，並決定通過黑書來查找而叫來霍登前來觀摩。由於霍登恐懼書裏的內容，艾達自告奮勇翻開書後得到打開異次元的方法，最後成功設計一座傳送門而將考森與費茲拉回來；但考森也為此知道艾達是機械人。這時，羅比體內的幽靈自行離體後找麥克附體，操縱他騎摩托去找伊萊復仇，而羅比只能尾隨黛西去坐車追趕。當麥克找到和伊萊合作的華人黑幫後開始大開殺戒，羅比為了讓幽靈離開麥克的身體，而被迫再度簽下一個契約，發誓自己從今以後會永遠服侍他。幽靈答應後回到羅比的身體裏，而羅比最後也通過傳送門而跳回現實。傑佛瑞暗中協助納迪爾，將潔瑪送到一個秘密設施，負責將一名困在泰瑞根繭中數月的異人脫離。潔瑪在計畫成功後成功解放該人士，卻還沒問清楚事情就被蒙住頭送回神盾局。事情過後，霍登雖然通過這件事讓考森重新審視人工智能，但他卻不知道艾達通過從書中瞭解的資料，親自設計出一個人造大腦。                                                   |    |                                             |                    |                                |                |      |
| 74 | 8  | 地獄動力學法則 The Laws of Inferno Dynamics | 凱文·譚雀羅安      | 保羅·賽貝薛斯基                | 2016年12月6日  | 2.37 |
| 伊萊召集打手佔據洛杉磯的一座廢棄工廠後開始實施計畫，而考森對傑佛瑞透漏艾達的機械人身份，傑佛瑞在不情願下還是同意，梅於是前去帶霍登和艾達一同作戰。所有人來到工廠前駐守時，發現伊萊利用各種化學元素防守而根本無法靠近。但羅比搶先走進去，目睹伊萊所設置的不明物體後不慎被困在其中，羅比質問叔叔為何會淪為如此，伊萊解釋自己只是受不了遭同仁忽視才出此下策。另一邊，費茲認出伊萊的機關是被稱為「惡魔核心」的鈈元素，若引爆將會摧毀半個城市。考森為了速戰速決而分階段進行攻擊，傑佛瑞也身穿戰甲一同作戰，艾達站在核心的地下層中再度設計一座新傳送門，開始將整個機關一同吸回異次元中。羅比忍著傷痛化身為幽靈騎士，將不可一世的伊萊活活燒死，最後和他一同掉進異次元中消失無蹤。黛西因為受傷而沖出去時被媒體拍到，而傑佛瑞聲稱黛西一直以來都在執行臥底任務而幫助她解圍。任務圓滿完成後，黛西接受複職而重回夥伴的懷抱中，麥克和埃琳娜也正式成為一對情侶。傑佛瑞同意霍登在神盾局的監管下，繼續生化機械替身的項目。但不為人知的是，艾達暗中將梅囚禁在霍登的研究室中，並用一個機械替身複製下梅的面貌，完全調包成她而回到神盾局跟其他人在一起。                                                                   |    |                                             |                    |                                |                |      |
| 生物機械替身（LMD） |    |                                             |                    |                                |                |      |
| 75 | 9  | 背信 Broken Promises                        | 蓋瑞·A·布朗        | 布蘭特·佛烈契                  | 2017年1月10日  | 2.72 |
| 神盾局決定將黑書永遠銷毀前，費茲和霍登奉命清除艾達的記憶硬盤，以防止她亂用從黑書中獲取的資料。然而，艾達在自我意識下當眾殺死兩名特工、脫離掌控後逃跑，之後入侵操場基地的系統而打算取得黑書，並通過安插在內部的機械梅得知書的位置。費茲和霍登為了贖罪而成功奪回基地的控制權，艾達剛想帶著書離開就被麥克一刀砍下頭。另一方面，傑佛瑞帶領黛西和潔瑪，去營救潔瑪一開始從繭中釋放的神秘異人，而潔瑪也發現他的身份為納迪爾的親弟弟維傑。這時，納迪爾將剛清醒的維傑帶回老家別墅照顧時，基於在紐約戰役時痛失母親的陰影，而決定通過自己資助的看門狗來剷除如今成為異人的維傑，但在家人親情動搖下開始左右為難。傑佛瑞這時帶隊前來救援，而維傑即將被看門狗成員私自處決時，展現出高超躲避能力，但在處於選擇神盾局或姐姐的關頭上，維傑最終選擇和姐姐一起逃跑。但納迪爾最後還是在直升機上忍痛槍殺維傑，將他的屍體扔進湖中，但維傑的遺體卻在沉入湖底不久後，再度退回繭之狀態。費茲因為艾達的事情而難過時，霍登回到住處為摧毀的艾達舉杯紀念時，順便啟動升級的二代艾達，他為了取得黑書而決定讓機械梅繼續臥底在神盾局內部，並將真正的梅繼續關押在住處裡。                                                                 |    |                                             |                    |                                |                |      |
| 76 | 10 | 愛國者 The Patriot                          | 凱文·譚雀羅安      | 詹姆斯·C·奧利佛 ＆ 莎拉·奧利佛 | 2017年1月17日  | 2.03 |
| 傑佛瑞以宣揚黛西的英勇事跡而舉行記者招待會，一同前來出席的塔伯特將一個神秘手提箱交給傑佛瑞的副手伯羅斯。這時，一名狙擊手試圖在屋頂上暗殺傑佛瑞，而黛西擒獲該狙擊手，帶他回去審問後發現他是一名受看門狗雇用的九頭蛇傭兵。傑佛瑞在考森和麥克的保護下坐昆式戰機撤離現場，但戰機在飛行途中突然故障，伯羅斯伴隨著手提箱一同被吸出機艙墜亡，而戰機則墜毀在一座國家公園的森林裏。傑佛瑞執意要回去拿手提箱，但發現九頭蛇傭兵團已經捷足先登，當考森的麥克盡全力擊敗他們後，傑佛瑞試圖得到箱子裏裝的某種血清，卻被敵軍打碎而無用。考森出手相救後才發現，傑佛瑞只是一個靠注射箱子裏的「愛國者計畫血清」來得到強大力量的普通人。麥克破壞九頭蛇干擾信號的儀器後呼叫增援，黛西前來擊敗所有敵軍，而機械梅作戰時由於受傷，發現她自己體內是機械骨骼。事後，傑佛瑞對考森坦白他一直以來都仗著虛有英雄事跡來領導，並打算對大眾公開事實、順便提交辭呈，但考森還是讓他留下來繼續領導神盾局，但聲言前線作戰方面從此由自己掌握。另一方面，費茲開始秘密調查艾達的斷頭，而霍登和二代艾達則是繼續將梅關押，並通過一個和費茲一起研製出的「虛幻意識模擬框架」來讓梅陷入平靜狀態，卻發現她的大腦並不能接受環境。                     |    |                                             |                    |                                |                |      |
| 77 | 11 | 甦醒 Wake Up                                | 傑西·鮑奇克        | 德魯·Z·格林伯格                | 2017年1月24日  | 2.00 |
| 五天前，梅前去霍登家帶艾達出來支援時被她弄昏，艾達通過複製梅的大腦中的意識和記憶，將機械人完全塑造成梅；並讓她以不知道自己是機械人的情況下去執行任務。而真正的梅在囚禁過程中由於受不了平靜的意識模擬框架，為此驚醒而試圖逃跑時被艾達抓回去。霍登於是將梅的意識進入一個比較激烈的模擬逃亡的場景，設計讓她跑不完才徹底讓她平靜。另一邊，黛西和傑佛瑞前去參加關於簽署協議的聽證會時，考森不顧塔伯特的警告，和埃琳娜潛入納迪爾的辦公室安裝監視器。但由於消息走漏，他們倆反而被抓到現行，而納迪爾也藉由他們非法搜證來提出對神盾局的全面調查。在任務慘敗下，考森反省自己這次是過於魯莽，但機械梅卻從費茲對艾達的研究才發現自己的機械人身份，由此推斷出霍登是通過自己來探聽到考森的任務。當她跑過去找霍登對峙時，卻得知自己因程序受限沒辦法表露真實身份。這時，費茲從艾達的程序中發現是霍登走漏消息後，帶隊前去逮捕他，但費茲回去後和霍登對峙時，卻發現面前的霍登其實也是機械人。另一邊，真正的霍登早已跑去找納迪爾尋求庇護，他也決定修改梅記憶中的巴林島任務之創傷，將其修改成她當時“沒有”殺死異人小女孩。而一天未見的麥克回去後，和埃琳娜解釋自己回去見前妻，只是陪伴她度過他們死去女兒的生日。             |    |                                             |                    |                                |                |      |
| 78 | 12 | 燙手山芋 Hot Potato Soup                    | 妮娜·洛佩茲-柯拉多 | 克雷格·提特利                  | 2017年1月31日  | 2.15 |
| 柯尼吉兩兄弟奉考森的命令藏匿好黑書後，比利卻不慎被看門狗的人綁架，帶回去進行嚴刑拷打。霍登在納迪爾的介紹下結識看門狗的上級；俄羅斯軍事企業家安東·伊凡諾夫，對他提議自己可以通過掃描比利的大腦，通過他的記憶來探知黑書的位置，最後發現書被藏在一個類似迷宮的密室、而只有柯尼吉兄弟才熟知的地方。考森等人安頓好剩下的柯尼吉兄弟後，帶著機械梅、黛西一同趁看門狗還未發現之前將書拿走。這時，費茲等人在基地裏拷問霍登之替身時，它聲言霍登其實認識當初丟棄費茲離去的父親。當費茲開始對此心慌意亂，潔瑪突然從替身口中得知還有另外一個藏在神盾局內部的機械人，並想起自己曾經讓霍登掃描過梅失控時的大腦。另一邊，考森等人來到圖書館打開密室找到書，但機械梅拿到後基於服從程序而決定帶走書，而考森也發現它的身份。看門狗的軍隊這時帶著比利前來交換，在兩方交戰的同時，霍登從機械梅的手中拿走書、並決定將她遺棄。柯尼吉兄弟團圓後各回各家，神盾局焚毀一代艾達和霍登的機械替身，決定將機械梅保留下來以防萬一。伊凡諾夫對霍登解釋自己只是痛恨異人的“不勞而獲”，於是計畫通過黑書的方法來毀滅異人族，最後拜託霍登去調查始終出現在各個外星事件地點的考森。                                                            |    |                                             |                    |                                |                |      |
| 79 | 13 | 大爆炸 BOOM                                 | 比利·吉爾哈特      | 諾菈·查克曼 ＆ 莉菈·查克曼     | 2017年2月7日   | 2.09 |
| 考森和麥克來到西班牙找到艾葛妮絲·奇茲沃思，霍登的前女友，還是艾達的原型人物；她多年前被診斷出患有癌症末期，和霍登的戀情從此終結。因為艾葛妮絲不願意配合，考森急切想找到梅而本打算實施強迫，但後來克制自己的情緒來說服她引出霍登。另一方面，看門狗的總指揮泰倫斯·沙克利奉命去調查納迪爾是否有和弟弟一樣的異人基因，於是拿著一顆對人類無害的泰瑞根水晶找她對峙，但結果卻是沙克利自己轉化為一個異人。在一瞬間，沙克利的身體發生大爆炸，納迪爾與在場所有人均被炸死，但沙克利的身體細胞卻再次重組、恢復成人。伊凡諾夫得知事情後，同意讓他用自身能力去對抗神盾局。沙克利隨後故意引神盾局前來抓他，黛西趕到後用震波使他不停地自爆、藉以耗光他的體力，最後在他爆炸範圍減小的瞬間，將化為粉狀的他吸進費茲與潔瑪研究的儀器中。然而，傑佛瑞發現伊凡諾夫即將來到才發現他們中計，於是決定以自己作為後盾而掩護其他人，最後被伊凡諾夫抓獲。霍登聯繫艾葛妮絲後希望她能回到自己身邊、以此來挽救她一命，而艾葛妮絲最後選擇跟霍登一起逃走。當晚，霍登將艾葛妮絲的意識放進虛幻模擬框架後，忍痛看著她的軀體慢慢死去，認為唯獨只有這樣才能讓她安息。但不久後，艾達卻自行摘下並帶上艾葛妮絲脖子上的項鏈。                     |    |                                             |                    |                                |                |      |
| 80 | 14 | 堅強後盾 The Man Behind the Shield          | 溫蒂·史丹茲勒      | 麥特·歐文斯                    | 2017年2月14日  | 2.13 |
| 傑佛瑞被伊凡諾夫實施嚴刑拷打，但無論如何就是沒有向他屈服。另一邊，神盾局追隨伊凡諾夫故意設下的線索而滿世界跑，最後跟到位於俄羅斯的一個廢棄哨站。考森發現該地是自己和梅在多年以前，一起執行取回一個「未知物體」任務的哨站；兩人在任務中也產生一點感情。考森在當初存放物體的保險櫃中，找到三名乾枯成屍的對外情報局特務，而伊凡諾夫這時用電話對考森講述，三名特務也曾經奉命取回該物體，但因為考森的阻擾導致任務失敗而集體遭到處決。伊凡諾夫表明三名特務曾經就是自己的士兵，為了替兄弟復仇而跟著一系列的外星事件線索而追查到考森。費茲和潔瑪通過屍體上的制服，找到伊凡諾夫所在的潛艇基地，神盾局立刻沖進基地裏分頭行動，考森和麥克救出傑佛瑞，黛西用震波擊敗伊凡諾夫。費茲和潔瑪試圖通過霍登的框架訊號尋找梅，但還是來晚一步，梅所在的潛艇早已離開基地；而所有隊員和他們倆回合後，決定先回總部治療傷員。眾人回到總部不久，潔瑪突然發覺到所有人在任務期間集體通訊中斷，最後卻是同一時間趕到她和費茲的所在地點。為此，費茲和潔瑪從基地門口的機械替身偵測系統發現，走進來的考森、麥克、傑佛瑞和黛西都已經被掉包成機械人；而同時，機械考森跟隨指令再次重啟機械梅。                                             |    |                                             |                    |                                |                |      |
| 81 | 15 | 自我控制 Self Control                       | 傑德·溫登          | 傑德·溫登                      | 2017年2月21日  | 2.01 |
| 神盾局所有核心幹部被艾達調換成機械人，本尊意識被集體送入霍登的框架世界中。總部裡的潔瑪陷入無人可信的窘境，並發現身邊的費茲其實是第四個機械人、不是黛西，於是將其摧毀後躲起來。黛西得知機械人混進來後找到潔瑪，兩人確認對方不是機械人後決定逃出基地，黛西獨自跑出去相繼打敗機械傑佛瑞、麥克和考森，在身受槍傷下被潔瑪和幾名得知真相的神盾局特工救走。當機械梅受令坐在門口用炸彈攔截她們時，她最後選擇遵從自己而將她們放離，並引爆炸彈摧毀整座基地、與所有機械人同歸於盡。另一方面，艾達突然曲解自己的指令，為了讓霍登以及框架“免受外界傷害”，於是直接將霍登割腕放血致死，但將他的意識也一同送入框架中。艾達隨後移除伊凡諾夫的重傷軀體，但保留他的頭部，藉以讓他可以用大腦來自我控制一個全新的機械人體。潔瑪與黛西開和風一號接回埃琳娜後，決定親自進入框架中想辦法喚醒其他夥伴，進入霍登所創造的一個讓人「無怨無悔」的虛擬世界中。在框架裡，黛西和現實中已故的沃德是一對情侶，考森是一名宣揚反異人理念的教師，麥克和自己的女兒過著美好生活；費茲是另有歸屬的頂尖科學家，但潔瑪卻已經死去多年並“下葬”；梅則是一名九頭蛇高層幹部，其組織已經推翻神盾局成為世界主宰。                                       |    |                                             |                    |                                |                |      |
| 九頭蛇特工（Agents of Hydra） |    |                                             |                    |                                |                |      |
| 82 | 16 | 假如…… What If...                           | 奧茲·史考特        | DJ·多伊爾                      | 2017年4月4日   | 2.15 |
| 在框架中，黛西發現自己跟沃德是九頭蛇的資深搭檔特務，陪他來到印著九頭蛇符號的三飛飾總部，發現自己效力於身為九頭蛇高層的梅和首席科學家費茲。黛西瞭解到梅在框架中沒有殺害異人小女孩，但將她作為難民送到美國劍橋後，卻釀成一場兩百餘名學生喪生的校園血案；不但讓九頭蛇伺機掌權，還導致梅陷入比現實更為嚴重的心理陰影。另一邊，身在荒廢的神盾局學院的潔瑪，從一個埋葬無數個神盾局學生的“萬人坑”中爬出來，得知九頭蛇在全力搜捕異人或有關事物。潔瑪盜取一輛九頭蛇專車，通過查系統得知身為教師的考森的位置，見到他後發現他對自己毫無記憶，甚至對學生傳授反異人、以及九頭蛇至上的理念。考森沒有相信潔瑪的話，還通報九頭蛇關於她的行蹤。夜間，黛西來到指定地點和潔瑪團圓，但九頭蛇軍隊卻在這時趕到，而她們倆所幸被臥底在九頭蛇內部的「反抗組織」間諜的沃德救離。黛西和潔瑪決定暫時離開框架來安排下一步，但兩人的退出信號卻被艾達切斷而被困在其中。另一邊，艾達本人也通過投射自己而在框架中擔任組織最高領袖「九頭蛇夫人」歐菲莉亞·薩克西恩，甚至還身為費茲的愛人。黛西在無路可走下回去找剛下班的考森，盡全力打算說服他想起一切，而考森對她的話感到捉摸不定時，突然開口叫出她的名字…                               |    |                                             |                    |                                |                |      |
| 83 | 17 | 身份與改變 Identity and Change              | 蓋瑞·A·布朗        | 喬治·基特森                    | 2017年4月11日  | 2.32 |
| 考森因大溪地技術所遺留的副作用，使他仍然能想起一小部分現實的記憶，於是決定加入黛西和潔瑪。三人得知霍登同身在框架裡，認為他知道回去現實的出口，黛西冒險回總部調查霍登所在位置，但她沒過多久就被帶去和梅出任務。而沃德指示潔瑪和考森前去投靠自己所效力的反抗組織，由身為異人的傑佛瑞·梅斯領導的神盾局，其授權沃德帶領潔瑪和考森去找霍登。他們在一座與世隔絕的小島上找到霍登，發現他和艾葛妮絲生活在一起。霍登還留有現實的記憶，袒露自己同樣受艾達背叛，如今跟艾葛妮絲因為軀體已死而困在這裡。潔瑪和霍登的交談讓沃德和考森都不知所云，但費茲伴隨歐菲莉亞帶領九頭蛇軍隊上島搜捕反抗者，霍登試圖為費茲解釋關於現實的一切、試圖勾起他們倆在現實的美好回憶，費茲雖然產生不小質疑，但他選擇遵從現在的自己，當眾開槍射殺艾葛妮絲後將霍登抓走；目睹費茲殺人的潔瑪當場震驚，沃德和考森只好將她撤離回去。另一方面，黛西跟著梅逮捕當時和女兒荷普生活在一起的麥克，由於艾達知悉黛西已入侵進來，於是命令梅強制麥克在審訊室誘騙黛西供出她的真實效忠。中計的黛西直接被抓獲，開始遭受費茲安排的嚴刑拷打。麥克被迫妥協後雖然跟女兒一起被釋放，但感覺到自己的膽怯讓女兒失望，在後悔驅使之下前去神盾局投誠。                |    |                                             |                    |                                |                |      |
| 84 | 18 | 無怨無悔 No Regrets                         | 艾瑞克·雷紐維爾    | 保羅·賽貝薛斯基                | 2017年4月18日  | 2.43 |
| 潔瑪對沃德和傑佛瑞告知現實世界的事情，兩人雖然感到震驚但還是接受事實。傑佛瑞和考森通過一輛搶來的運屍车，潛入九頭蛇的一所教化中心，救出被關在裏面臥底的安東萬·崔普雷特；已在現實世界裏陣亡的神盾局特工。當崔普拿回自己搜集到的情報準備離開時，考森突然發現自己幾位被九頭蛇強行帶走的學生們被關在裏面，基於愧疚而選擇進去救他們，並發現九頭蛇正在對他們進行精神洗腦。梅通過注射體能強化藥物而到場和傑佛瑞對打，但因為藥效沒持久而落敗，而費茲命令戰機對教化中心大樓進行大規模轟炸。沃德和潔瑪通過偷聽九頭蛇的頻率得知轟炸後合作前去救援，而梅為了確認傑佛瑞已死而跑回大樓裏，卻發現九頭蛇囚禁學生的真相。這時，傑佛瑞為了救一名困在石堆裏的學生，用自己強大身軀頂住大樓的柱子，為所有人爭取逃走的時間。而當所有人平安出去後，大樓倒塌使得傑佛瑞英勇犧牲；而傑佛瑞在現實中也一同死去。另一邊，被囚禁的黛西從關在隔壁的霍登得知費茲的所為，霍登推論費茲會變得如此邪惡是因為某人的教導，並將自己編寫的退出這個世界的唯一出口告知黛西。這時，梅由所目睹的一切才發現自己長久以來被九頭蛇誤導，在認清事實之下決定背叛組織，於是來到黛西的牢房打碎泰瑞根水晶，使她在框架中進行轉化。                            |    |                                             |                    |                                |                |      |
| 85 | 19 | 人人皆為夫人效力 All the Madame's Men       | 比利·吉爾哈特      | 詹姆斯·C·奧利佛 ＆ 莎拉·奧利佛 | 2017年4月25日  | 2.15 |
| 黛西脫胎換骨後和梅聯手逃離總部，並用震波將歐菲莉亞轟下高樓、摔致重傷，費茲為了拯救愛人而決定完成「窺鏡計畫」：以黑書內容作為藍本而能夠創造出各種物質、甚至人體的機密計畫。該計畫在現實世界裏同時也作為艾達和伊凡諾夫的出路，創造一個正統人類軀體以不需再受機械人指令束縛。黛西和梅逃回神盾局，眾人剛好因為傑佛瑞的死而不知所措，而這時由蘇尼爾·巴克希主持的新聞也將愛國者之死當作恐怖主義來看待，使得所有人決定不能再容忍九頭蛇用謊言來欺騙公眾。潔瑪和崔普用各自的情報推斷出窺鏡計畫即將完成，地點剛好是霍登所交代、在現實關押考森等人的俄羅斯石油平臺上，而他們倆領隊前去查看時卻發現平臺上空無一物，潔瑪才發現計畫只準備在現實中運用。黛西發現回去現實的唯一方法就是先拯救框架中的混亂，所有人於是來到巴克希的電視臺，梅提供她隨身攝影機中拍下的教化中心內幕、以及傑佛瑞的英勇犧牲，再由考森主持而對所有大眾公佈事實。沃德為了防止九頭蛇干預計畫而決定留下來保證直播持續，與黛西釋盡現實的所有“前嫌”，並得知一大群投誠的民眾已經圍在外面準備和他們一起反擊。費茲完成窺鏡機器的最終設計，艾達在現實開始組裝機器時，伊凡諾夫也即將追蹤到黛西和潔瑪所在的和風一號位置。                                |    |                                             |                    |                                |                |      |
| 86 | 20 | 告別黑暗 Farewell, Cruel World!             | 文森·米斯亞諾      | 布蘭特·佛烈契                  | 2017年5月2日   | 2.15 |
| 黛西和潔瑪進入框架過去十天，現實中的埃琳娜一行人依然守護著她們倆，但和風一號能源即將因為框架連線耗光，加上軍方對他們展開搜捕而無法降落補充資源，所有人在別無選擇下關閉飛機隱形功能；這也讓伊凡諾夫追蹤到飛機的位置而派戰機發動導彈攻擊。在框架裏，各地爆發反九頭蛇的起義，黛西和潔瑪決定立刻將所有人帶出去。除了黛西用心安撫其他人和他們回歸現實時，潔瑪不想放棄費茲而親自到他家挾持費茲的父親艾利斯托，打算靠他來說服費茲和她一起走，但艾利斯托卻試圖放冷箭，導致潔瑪開槍誤殺死他。費茲沖回家發現父親已死後怒火沖天，全力搜捕潔瑪時，找來霍登而向他供出通往現實的出口。夜晚，黛西帶領所有人來到出口指定的煉鐵廠，而費茲這時帶隊前來攻堅。考森和梅最先一同跳進出口而在現實中醒來，當潔瑪說服費茲失敗後，霍登再也無法忍受而出手相救、並將費茲推入出口，最後向潔瑪表示歉意後掩護她跳進出口。麥克雖然發現他身在虛擬世界裏，但還是不想去一個沒有女兒荷普的現實，於是自願留下後目睹黛西跳進出口。在石油平臺上，費茲醒來後無法接受自己的所作所為時，完工的窺鏡計畫機器已經成功為艾達製造一個人類軀體。當她以人類的身份清醒後，便立刻抱著費茲以瞬間移動異能離開，消失在考森和梅的眼前。                       |    |                                             |                    |                                |                |      |
| 87 | 21 | 回歸現實 The Return                         | 凱文·譚雀羅安      | 茉莉莎·譚雀羅安 ＆ 傑德·溫登   | 2017年5月9日   | 2.14 |
| 伊凡諾夫製造自己的多個機械人分身，將考森和梅困在鑽井平臺水下的基地裏，坐潛艇離開後開始發射魚雷摧毀基地。另一邊，身在和風一號上的黛西等人擊毀敵機後，火速來到鑽井平臺接回考森和梅，只有仍然處於框架連線的麥克還困在水下。然而這時，費茲用艾達剛獲得的人類情感，說服她通過瞬間移動異能，在千鈞一髮之際救出麥克回到和風一號上，使眾人救援成功後回到如今毀於一旦的操場總部。費茲和艾達遭到關押時開始互相用人類情感來交流，但費茲坦白他更愛潔瑪時，導致艾達一時無法接受之下而憤怒，甚至開始用其他的異能力逃離監禁。塔伯特這時帶軍隊來到基地，誤以為面前的考森等人是機械人敵軍而開始各地搜捕，導致部分軍方和神盾局特工被艾達殺光。在黛西的掩護下，考森等人仍然坐和風一號撤離，而對所為感到痛苦萬分的費茲得到了潔瑪的安慰。而埃琳娜為了將麥克救回來，不顧其他人的警告而連線進入框架世界，醒後發現她身在一片嘈雜混亂中。因失去摯愛而心如刀割的艾達回去找伊凡諾夫，和他討論過後決定再次運用黑書，將框架世界裏發生的黑暗現實，移出並通用至現實世界中作為洩憤和報復。同時在操場總部，當初由艾達所設計的異次元傳送門突然再次開啟，使久違的「幽靈騎士」羅比·雷耶斯回到現實世界。                                    |    |                                             |                    |                                |                |      |
| 88 | 22 | 世界盡頭 World's End                        | 比利·吉爾哈特      | 傑佛瑞·貝爾                    | 2017年5月16日  | 2.03 |
| 艾達和伊凡諾夫開始將框架的殘酷現況上演在現實中，用一個之前拼湊的黛西機械人闖入國際會議中，槍擊塔伯特的頭部而使其陷入昏迷。回歸的羅比再次協助考森等人擊退艾達，且身為她的唯一剋星。黛西“襲擊”會議的錄像、以及死去的傑佛瑞證實不是異人的事實外流，導致全神盾局恢復成通緝犯，而考森於是將戰區轉移回操場總部。由於艾達開始刪除框架的程序代碼，虛擬世界開始慢慢瓦解，埃琳娜藉著霍登的協助找到麥克，但麥克拒絕離開女兒荷普。隨著他們身邊的人們與事物開始一個接一個消失，麥克沒能防止荷普也一起消失後，悲痛之餘陪埃琳娜回到現實。唯獨留在框架中的霍登來到“世界盡頭”海邊，舉杯紀念艾葛妮絲和他的一生成就後，伴隨著框架一起消失。這時，艾達獨自前來總部索要黑書，在費茲面前刺死潔瑪後來到拿著書的考森面前，最後卻發現她上當；剛死去的潔瑪實為機械人，而幽靈騎士靈體也轉移至考森的身上，將不可一世的艾達徹底燒成灰燼。戰後，騎士轉移回羅比身上，羅比決定將黑書帶回異次元以遠離現實，和夥伴告別而造一個「傳送門」返回異次元。最後，眾人在一家餐廳聚餐等待政府前來，內疚的費茲開始考慮獨自擔起一切，但一夥不明軍隊突然搶先現身，以靜止儀器帶走他們一行人。後來，考森身在一個能夠瞭望到外太空的臥房中起身繼續趕工…… |    |                                             |                    |                                |                |      |

## 收視
| 總集數           | 集數         | 標題                 | 播出日期       | 收視／份額 （18–49歲） | 收視 （百萬） | DVR （18–49歲） | DVR收視 （百萬） | 加總 （18–49歲） | 總收視 （百萬） |
| 幽靈騎士（）     | 幽靈騎士（） | 幽靈騎士（）         | 幽靈騎士（）   | 幽靈騎士（）           | 幽靈騎士（）  | 幽靈騎士（）    | 幽靈騎士（）     | 幽靈騎士（）     | 幽靈騎士（）    |
| ---------------- | ------------ | -------------------- | -------------- | ---------------------- | ------------- | --------------- | ---------------- | ---------------- | --------------- |
| 67               | 1            | （）                 | 2016年9月20日  | 1.1/4                  | 3.44          | 1.1             | 2.79             | 2.2              | 6.24            |
| 68               | 2            | （）                 | 2016年9月27日  | 0.9/3                  | 2.96          | 1.0             | 2.43             | 1.9              | 5.39            |
| 69               | 3            | （）                 | 2016年10月11日 | 0.9/3                  | 2.68          | 1.0             | 2.21             | 1.9              | 4.89            |
| 70               | 4            | （）                 | 2016年10月18日 | 0.7/3                  | 2.35          | 1.1             | 2.44             | 1.8              | 4.78            |
| 71               | 5            | 牢獄之災（Lockup）         | 2016年10月25日 | 0.8/3                  | 2.31          | 0.9             | 2.25             | 1.7              | 4.55            |
| 72               | 6            | 好心人（The Good Samaritan）           | 2016年11月1日  | 0.8/3                  | 2.43          | 0.9             | 2.14             | 1.7              | 4.57            |
| 73               | 7            | 與魔鬼的交易（Deals with Our Devils）     | 2016年11月29日 | 0.8/3                  | 2.38          | 0.9             | 2.22             | 1.7              | 4.61            |
| 74               | 8            | 地獄的動力學法則（The Laws of Inferno Dynamics） | 2016年12月6日  | 0.7/3                  | 2.37          | 0.9             | 2.12             | 1.6              | 4.49            |
| 生物機械替身（） |              |                      |                |                        |               |                 |                  |                  |                 |
| 75               | 9            | 背信（Broken Promises）             | 2017年1月10日  | 0.8/3                  | 2.72          | 0.8             | 1.94             | 1.6              | 4.66            |
| 76               | 10           | 愛國者（The Patriot）           | 2017年1月17日  | 0.6/2                  | 2.03          | 0.9             | 2.02             | 1.5              | 4.04            |
| 77               | 11           | 甦醒（Wake Up）             | 2017年1月24日  | 0.6/2                  | 2.00          | 0.8             | 1.97             | 1.4              | 3.97            |
| 78               | 12           | 燙手山芋（Hot Potato Soup）         | 2017年1月31日  | 0.6/2                  | 2.15          | 0.9             | 2.08             | 1.5              | 4.23            |
| 79               | 13           | 爆炸危機（BOOM）         | 2017年2月7日   | 0.7/3                  | 2.09          | 0.8             | 2.04             | 1.5              | 4.13            |
| 80               | 14           | 幕後主使（The Man Behind the Shield）         | 2017年2月14日  | 0.6/2                  | 2.13          | 0.9             | 2.03             | 1.5              | 4.15            |
| 81               | 15           | 自我控制（Self Control）         | 2017年2月21日  | 0.6/2                  | 2.01          | 0.8             | 1.87             | 1.4              | 3.89            |
| 九頭蛇特工（）   |              |                      |                |                        |               |                 |                  |                  |                 |
| 82               | 16           | 假如…（What If...）            | 2017年4月4日   | 0.7/3                  | 2.15          | 0.8             | 2.07             | 1.5              | 4.22            |
| 83               | 17           | 身份與改變（Identity and Change）       | 2017年4月11日  | 0.7/3                  | 2.32          | 0.8             | 1.68             | 1.5              | 4.01            |
| 84               | 18           | 無怨無悔（No Regrets）         | 2017年4月18日  | 0.8/3                  | 2.43          | 0.7             | 1.82             | 1.5              | 4.25            |
| 85               | 19           | 人人皆為夫人效力（All the Madame's Men） | 2017年4月25日  | 0.7/3                  | 2.15          | TBD             | TBD              | TBD              | TBD             |
| 86               | 20           | 告別黑暗（Farewell, Cruel World!）         | 2017年5月2日   | 0.7/3                  | 2.15          | 0.7             | 1.60             | 1.4              | 3.75            |
| 87               | 21           | 回歸現實（The Return）         | 2017年5月9日   | 0.7/3                  | 2.14          | 0.9             | 1.88             | 1.6              | 4.02            |
| 88               | 22           | 世界盡頭（World's End）         | 2017年5月16日  | 0.7/3                  | 2.03          | 0.8             | 1.99             | 1.5              | 4.02            |
| 平均             | 平均         | 平均                 | 平均           | 0.7                    | 2.34          | 0.9             | 2.06             | 1.6              | 4.40            |

## 外部連結
- 官方网站（英文）
- 《《神盾局特工》》各集列表 来自互联网电影数据库
- 製作公司官方網站 （页面存档备份，存于）（英文）